# 塔马拉克
塔马拉克（Tamarack），美国明尼苏达州艾特金县城市，位于该县东部。总面积9.27平方公里，总人口94（2010年美国人口普查）。